# Gosper County
Gosper County is een county in de Amerikaanse staat Nebraska.
De county heeft een landoppervlakte van 1.187 km² en telt 2.143 inwoners (volkstelling 2000). De hoofdplaats is Elwood.

## Bevolkingsontwikkeling

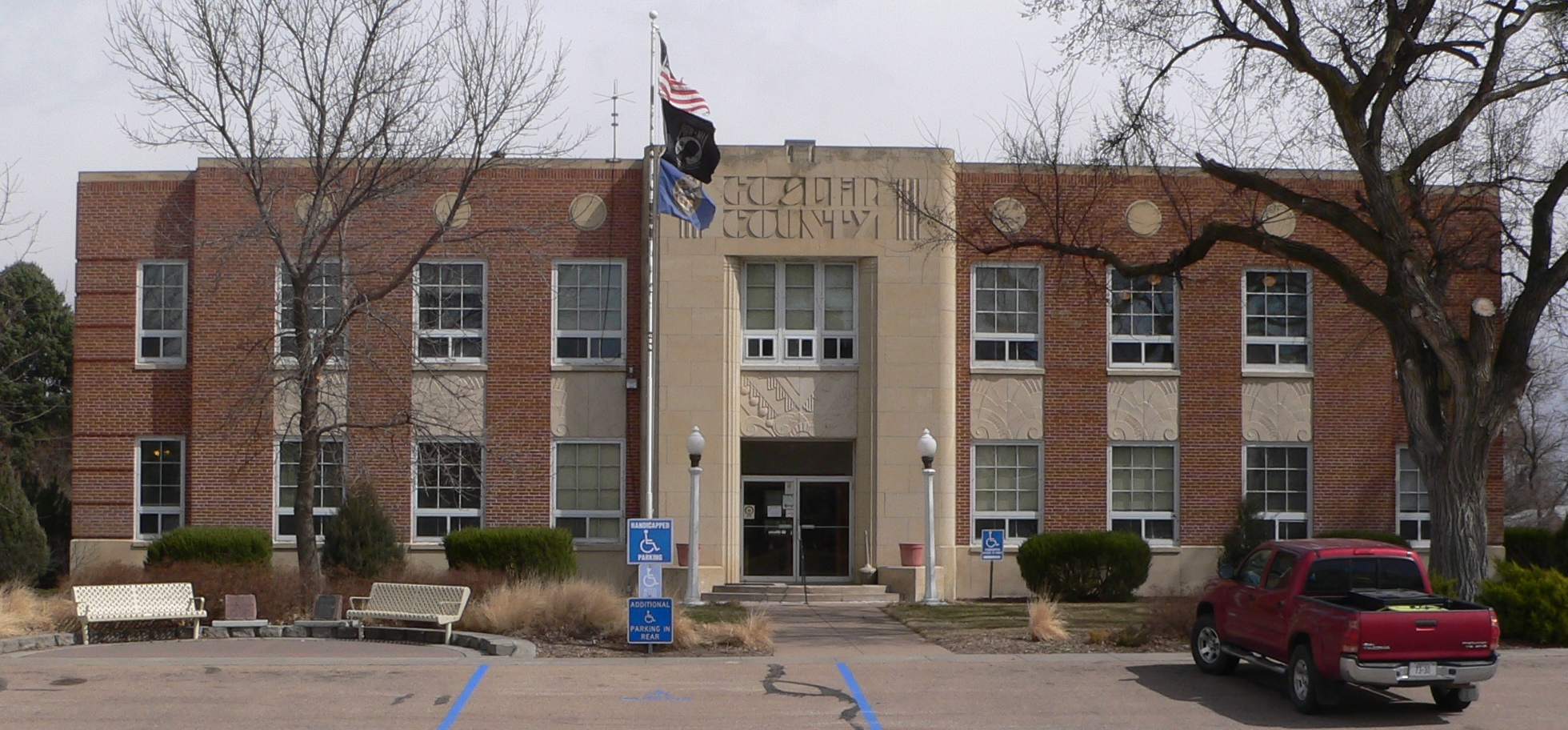
Gosper County Courthouse